# Kurt Vollmöller
Kurt Vollmöller (auch: Kurt Vollmoeller; * 24. November 1890 in Stuttgart; † 19. Mai 1936 in Basel) war ein deutscher Antiquar, Buch- und Kunstsammler und Schriftsteller.
Kurt Vollmöller entstammte einer Familie evangelischer Theologen, Wissenschaftler und Unternehmer. Sein Vater, Kommerzienrat Robert Vollmöller, gründete eines der größten deutschen und europäischen Textilunternehmen seiner Zeit und gehörte zu den Pionieren einer sozialen Marktwirtschaft, die die Interessen der Arbeitnehmer gleichberechtigt neben die der Unternehmer stellte. Kurts Mutter, Emilie Vollmöller, geborene Behr, war eine Vertreterin der christlichen Sozialethik und stand für Gleichberechtigung und Frauenemanzipation. Gemeinsam mit ihrem Mann gründete sie einige soziale Einrichtungen im heutigen Vahingen.
Kurt Vollmoeller hatte neun Geschwister, darunter die Malerin Mathilde Vollmoeller, die mit dem Maler Hans Purrmann verheiratet war. Seine Brüder waren der Unternehmer Rudolf W. Vollmoeller (1874–1941), der Schriftsteller und Kulturmanager Karl Gustav Vollmoeller (1878–1948) und der Flugzeugpionier und Testpilot Hans Robert Vollmöller (1889–1917), der 1917 bei einem Testflug nahe Berlin ums Leben kam.
Durch seinen Bruder Karl Gustav Vollmoeller wurde er früh mit den Künstler- und Schriftstellerkreisen Stuttgarts, Münchens, Wiens, Paris und Basels vertraut und pflegte unter anderem Kontakt mit Christiane von Hofmannsthal, Lou Albert-Lasard, Carl Jacob Burckhardt, Heinrich Wölfflin, Hermann Hesse, Rainer Maria Rilke, Ninon Hesse sowie Lisa Wenger und Ruth Wenger.
Kurt Vollmöller lebte zunächst in Stuttgart, dann einige Jahre in München, bevor er sich in Basel niederließ. Er war an dem Münchner Antiquariat Täuber und Weil beteiligt und fungierte als einer der Geschäftsführer. Als Antiquar baute er zwischen 1911 und 1936 eine der bedeutendsten, kostbarsten und schönsten deutschsprachigen Privat-Bibliotheken auf. Er war zudem ein bedeutender Kunstkenner und -sammler.
Ab 1922 trat er auch als Schriftsteller hervor. Er veröffentlichte Romane und Novellen, konnte jedoch nie aus dem Schatten seines berühmten Bruders heraustreten.
Er starb aufgrund eines Lungenleidens mit 45 Jahren in Basel. Er wurde nach Stuttgart überführt und dort beigesetzt.

## Veröffentlichungen
- Schein. Roman, J. G. Cotta’sche Buchh. Nachf., Stuttgart 1922
- Am Knie. Novelle, Amalthea-Verlag, Wien 1930